# .tt
.tt (Trinidad e Tobago) é o código TLD (ccTLD) na Internet para a Trindade e Tobago.